# Oxyteninae
Sous-famille
Les Oxyteninae sont une sous-famille de lépidoptères (papillons) de la famille des Saturniidae.
La plupart de ces espèces vivent en Amérique centrale et en Amérique du Sud.

## Taxonomie
Ce taxon a été décrit par l'entomologiste allemand Heinrich Ernst Karl Jordan en 1924, en tant que famille, appelée Oxytenidae. Il a par la suite été rétrogradé au rang de sous-famille, dans la famille des Saturniidae.

## Liste des genres
Selon BioLib (20 mars 2019) :
- Asthenidia Westwood, 1879
- Draconipteris
- Eusyssaura
- Homoeopteryx
- Lycabis
- Oxytenis
- Teratopteris
- Therinia

### Publication originale
- (en) Heinrich Ernst Karl Jordan, « On the Saturnoidean Families Oxytenidae and Cercophanidae », Novitates Zoologicae, Londres, Walter Rothschild Zoological Museum, vol. 31,‎ 1924, p. 135-193 (ISSN 0950-7655, lire en ligne).